# Bremsen (Radsport)
Der Ausdruck Bremsen bezeichnet im Radsport-Jargon im Gegensatz zum Bremsen im Sinne negativer Beschleunigung ein taktisches Manöver.
Im engeren Sinne bedeutet Bremsen: Angriffe der Gegner stören bzw. das Tempo des Hauptfeldes verschleppen. Tatsächlich gibt es unzählige kleine Manöver, die dazu beitragen, gegnerische Aktionen zu unterbinden. Das Ziel ist bei allen Aktionen das gleiche: Versuche der eigenen Mannschaft, Fahrer mit Vorsprung ins Ziel zu bringen, sollen damit unterstützt – Versuche der Gegner möglichst vereitelt werden. Hintergrund hiervon ist, dass internationale Straßenradrennen ausschließlich in Teams ausgetragen werden. Aber auch bei nationalen Rennen treten die Fahrer vermehrt in Teams an, und unterstützen sich gegenseitig bzw. einen beschützten Fahrer des Teams, den „Kapitän“, der das Rennen gewinnen soll.

## Wettkampfbestimmungen
Nach den Wettkampfbestimmungen ist es nicht erlaubt, die Bremsen bei diesen Manövern zur Hilfe zu nehmen oder sonst plötzlich zu stoppen, da dies andere Fahrer gefährden und behindern würde.

## Taktik und Umsetzung
Folgende Möglichkeiten gibt es beim Bremsen:

### Beschatten des gegnerischen Fahrers
Ein Fahrer mit guten Sprinterqualitäten (Eintagesrennen) bzw. mittlerer bis guter Platzierung im Gesamtklassement (Rundfahrten) wird dazu abgestellt, sich ständig in der Nähe eines aussichtsreichen gegnerischen Fahrers aufzuhalten und bei einem Angriff mitzugehen. Der gegnerische Fahrer wird seine Angriffe regelmäßig abbrechen, wenn er den „Beschatter“ an seinem Hinterrad bemerkt, weil er sonst einem Gegner eine gute Platzierung bzw. eine Verbesserung im Gesamtklassement ermöglichen würde. Varianten: Bricht der oder brechen die Angreifer den Angriff nicht ab, kann der „Beschatter“ sich an der Führungsarbeit der entstehenden Ausreißergruppe beteiligen oder diese verweigern, je nachdem, welche Ziele sein Team verfolgt.

### Führungsarbeit stören
Dieses Manöver kommt sowohl in Ausreißergruppe als auch Verfolgergruppen und im Peloton zur Anwendung. In allen Fällen geht es darum, gegnerische Fahrer aufzuhalten, ob sie einen Vorsprung herausfahren, den Vorsprung der eigenen Kameraden verringern oder als Verfolgergruppe zur Spitze aufschließen möchten. Hierzu mischt sich der Fahrer unter die ersten 10 bis 15 (im Hauptfeld) bzw. beteiligt sich an der Führungsarbeit der Ausreißer-/Verfolger-Gruppe. Kommt er in die Führung, verschleppt er das Tempo oder bringt durch Scheinangriffe Unruhe in die Gruppe, so dass sie „nicht läuft“. Im Profi-Straßenrennsport kommt die Taktik in dieser Form sehr selten zum Einsatz: Stattdessen verweigert der Fahrer einfach die Führungsarbeit, fährt aber am Ende der Gruppe, was bereits ausreicht, um für die Gruppe ein „Bremsklotz“ zu sein. Im Peloton zieht sich die Mannschaft aus der Führungsarbeit zurück, bleibt aber im vorderen Renndrittel, um die etwaige Bildung von Verfolgergruppen zu vereiteln.

### Scheinangriffe
Sie gehören zur „hohen Kunst“ der Radsport-Taktik, da sie im ungünstigsten Falle das Gegenteil bewirken können. Richtig vorgetragen, verschleppen auch sie letztlich das Tempo des Feldes und in Ausreißergruppen und gehören damit zu den Bremstaktiken. Sowohl diese Taktik als auch das Beschatten demonstrieren, dass es sich beim Bremsen keineswegs um eine kräfteschonende Arbeit handelt.

### Weitere Tricks
Neben diesen drei wichtigsten Bremstaktiken gibt es zahlreiche kleine Tricks, die hauptsächlich in unteren Leistungsklassen Anwendung finden. So kann man das Hauptfeld besser beschäftigen und gleichzeitig zügeln, wenn man eine Verfolgergruppe nicht sofort stellt, sondern nur im Auge behält, denn solange die Gruppe „unterwegs“ ist, werden alle Mannschaften, die Fahrer in dieser Gruppe haben, das Tempo des Pelotons nicht erhöhen. Natürlich gibt es auch Tricks, die eher bedenklich sind: Zur falschen Seite ablösen ist beispielsweise geeignet, die Arbeit einer Verfolgergruppe zu stören, kann aber schlimmstenfalls zu Stürzen führen. Absichtlich langsam durch Kurven fahren ist bei Rundstreckenrennen bisweilen eine gern verwendete Taktik, aber ebenfalls nicht ganz ungefährlich.